# Huis van de gouden armband

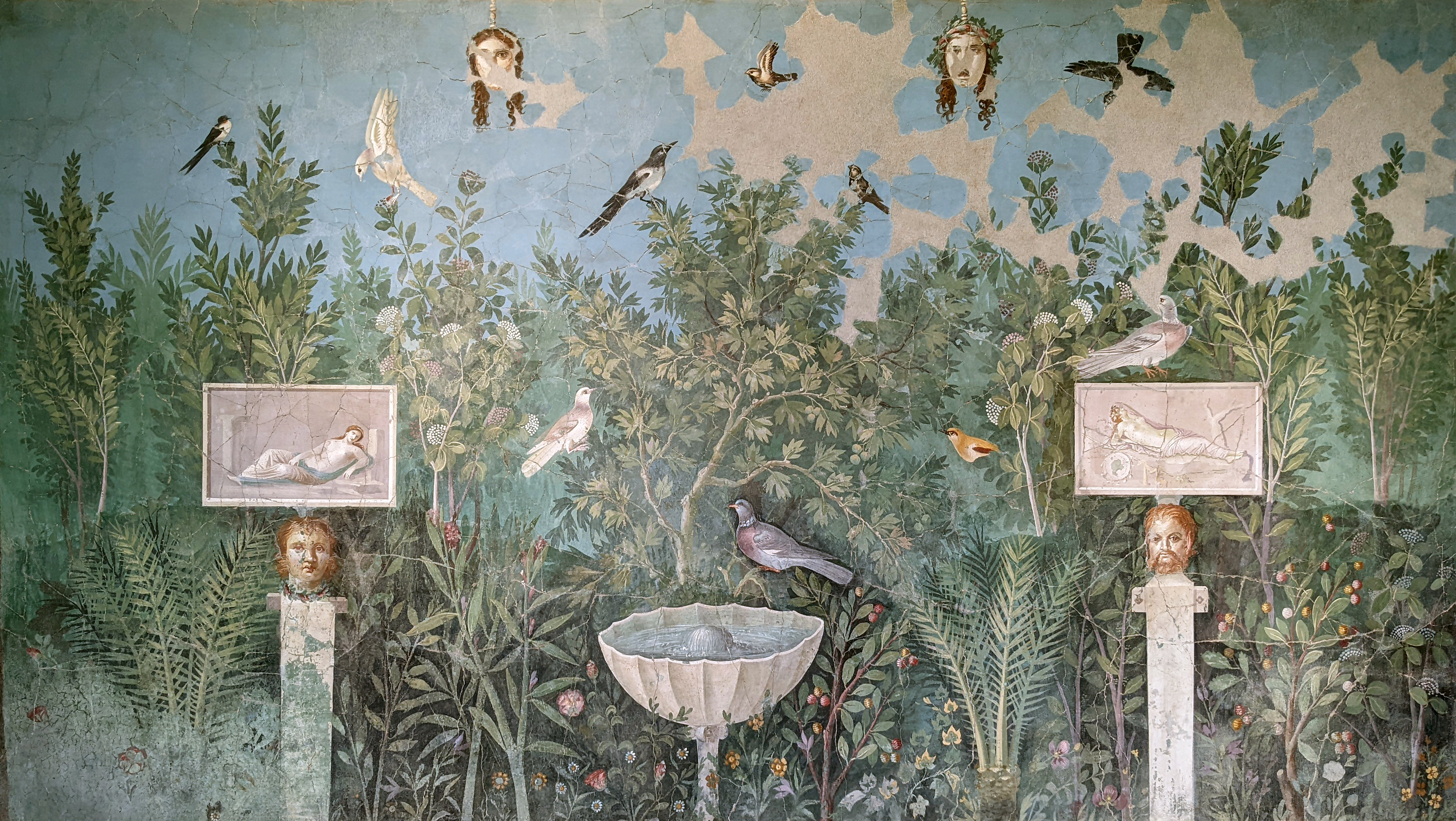
Fresco uit kamer 32

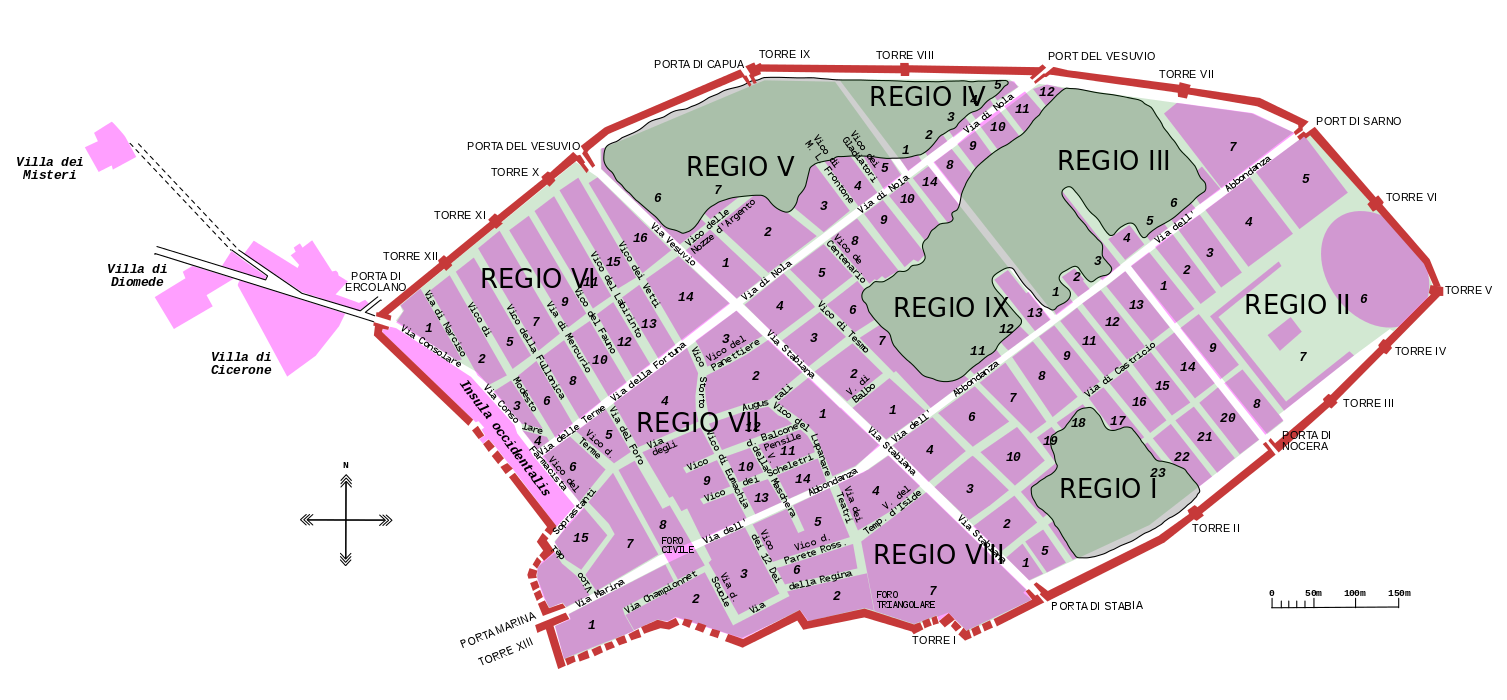
Het Huis van de gouden armband ligt in het Insula occidentalis bij sectie VI

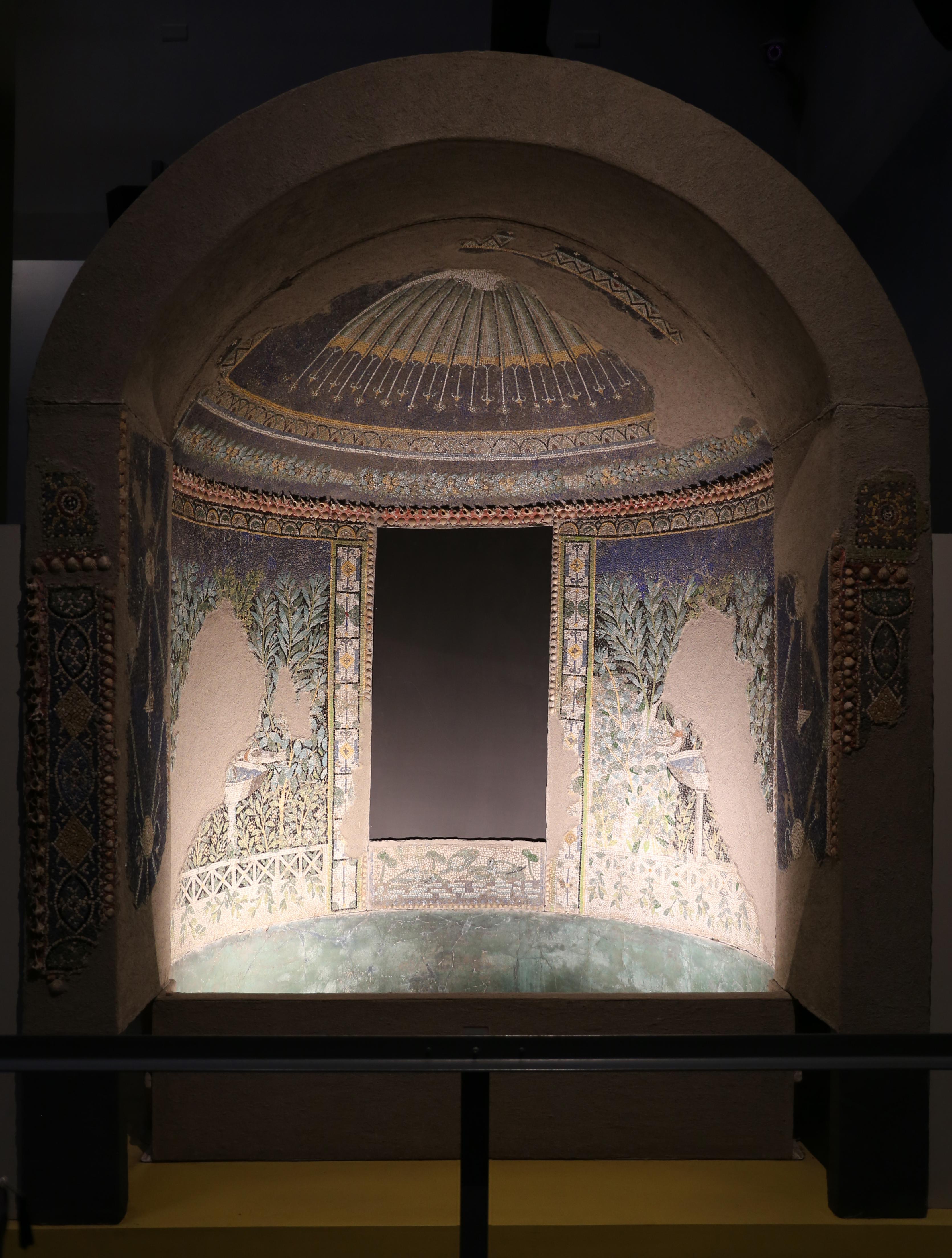
Nis in het triclinium

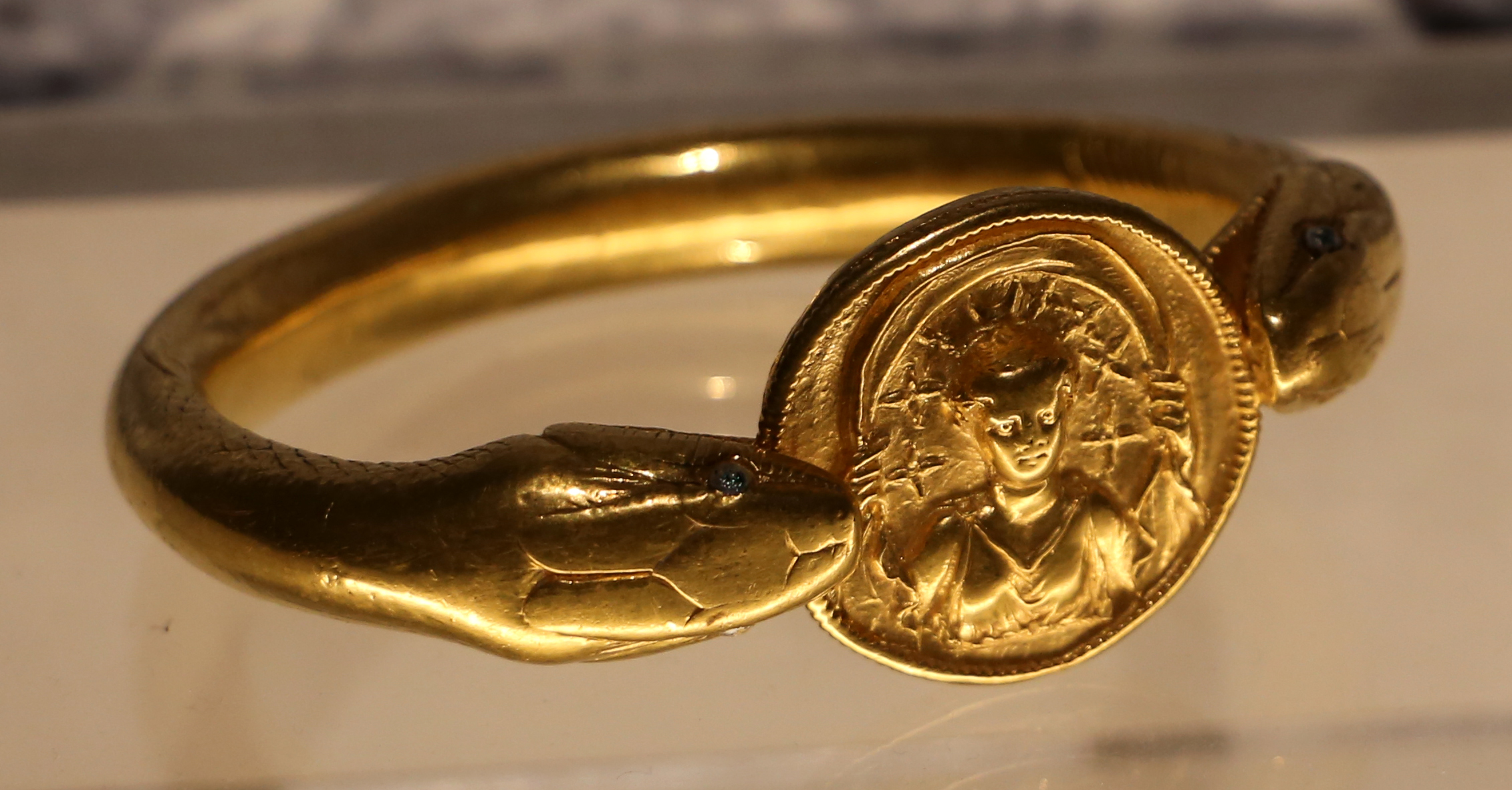
Gouden armband waaraan het huis zijn moderne naam dankt

Het Huis van de gouden armband, ook Huis van de bruiloft van Alexander (Italiaans: Casa del Bracciale d'oro) is een voormalige private woning en archeologische site in de stad Pompeï. Het ging om een luxueus woonhuis, dat zijn moderne naam dankt aan een gouden armband die er door archeologen werd opgegraven.

## Beschrijving
Het huis ligt in sectie VI, huizenblok 17 (VI 17,42), het Insula occidentalis, dit is in het westelijk deel van Pompeï dat uitkeek over de Baai van Napels. Het huis is gebouwd op de westelijke helling van de Civita-heuvel en strekt zich uit over drie verdiepingen. De ingang bevond zich op de hoogste verdieping, die uitgaf op de straat. Daarachter bevonden zich het atrium, leefruimten en slaapkamers. Op de verdieping eronder waren ook leefruimten en slaapkamers naast baden en een terras. Op de onderste verdieping, onder het terras waren nog twee kamers, waaronder een triclinium, die uitgaven op een tuin.

### Middelste verdieping
Het tablinium bevond zich op de middelste verdieping en dus niet achter het atrium zoals gebruikelijk in een domus. Op deze verdieping bevonden zich de privévertrekken van de familie. De eetkamer had een fresco waarop het huwelijk tussen Alexander de Grote en Roxane is afgebeeld. Verder bevonden zich hier een badkamer, het terras dat uitkeek op de tuin eronder, de keuken en dienstvertrekken.

### Onderste verdieping

#### Triclinium
De centrale kamer van de laagste verdieping (kamer 31) was een halfopen triclinium met drie vaste eetbanken (kline) uit baksteen gedeeltelijk bekleed met wit marmer. De kamer had een gewelfd plafond en was rijkelijk versierd om te lijken op een tuinpaviljoen. De zuidelijke muur van het triclinium is versierd met fresco's op drie panelen, waarop planten, vogels en standbeelden in Egyptische stijl opgeven door traliewerk zijn weergegeven. De achterste, oostelijke muur heeft een nis die is bekleed met glazen mozaïeksteentjes, met daarin een fontein.

#### Kamer 32
De bestemming van de kamer naast het triclinium is niet duidelijk. Ook deze kamer is rijkelijk versierd met fresco's. De noordelijke muur is bedekt met een fresco van een tuin met vogels, een fontein en beelden in verband met de god Bacchus.

#### Tuin
In de tuin, voor het triclinium, bevond zich een waterpoel die gevoed werd met 28 kranen. Deze fontein werd geflankeerd door twee pilaren die een pergola droegen. Aan de hand van wortelresten kon het grondplan van de tuin worden gereconstrueerd. De tuin bestond uit wandelpaden en lage hagen die grasvelden of bloembedden omzoomden. De noordelijke muur was mogelijk begroeid met druivenranken. In de bodem van de tuin werden begraven voedselresten gevonden (resten van runderen, varkens, schapen of geiten, gevogelte en vissen).

## Lichamen
In 1974 werden bij opgravingen bij de trap op de benedenverdieping de resten van vier personen gevonden, een man, een vrouw en twee kinderen. Rond de lichamen werden 200 gouden en zilveren munten en een 600 gram zware gouden armband gevonden.